# Psorya hadesia
Psorya hadesia là một loài bướm đêm trong họ Noctuidae.